# Területi egyenlőtlenségek
A területi egyenlőtlenség határozott társadalmi (erkölcsi, politika, megértésbeli) értéktartalom térben különböző előfordulását jelenti. A differenciáltsággal, területi különbséggel ellentétben, a területi egyenlőtlenség nem a természetföldrajzi eltéréseket, vagy egyes tájak eltérő termékeit, a specializációját jelenti, hanem például jövedelmi, vagy egészségügyi viszonyok térbeli egyenlőtlenségét.
A fogalmat eredetileg az ökológia, környezeti tudomány hozta létre, a diverzitás fogalmán keresztül, a faji sokszínűség veszélyeztetettsége kapcsán. A fogalom később elterjedt a társadalomtudományokban és a közgazdaságtanban, illetve létrejött az ezzel foglalkozó regionális tudomány. A regionális tudomány és társadalomföldrajz egyik legfontosabb kutatási területe, a területi egyenlőtlenségek a vizsgálata: hogyan alakulnak időben, mi ezeknek a folyamatoknak az oka?

### Kapcsolódó fogalmak
| Különbözőség   | Azonosság    | Tagoltság       | Differenciáltság |
| Heterogenitás  | Homogenitás  | Specializáltság | Koncentráltság   |
| Egyenlőtlenség | Egyenlőség   |                 |                  |
| Változatosság  | Egyöntetűség | Diverzitás      |                  |

## Vizsgálati szempontok
Segít a különböző megközelítések közötti szót értésben, a fogalom tisztázásában az, ha lehetőleg pontosan meghatározzuk, milyen értelemben, tartalommal beszélünk a területi egyenlőtlenségekről. A területi egyenlőtlenségek meghatározásának szempontjai a következőek lehetnek:
- a vizsgálati tárgy pontos meghatározása – a központi helyek térszerkezeti tagoltságáról, egyensúlytalanságairól éppúgy lehet beszélni például a városi jogállású települések földrajzi eloszlása, mint a tényleges városi funkciókat ellátó települések elemzése alapján, s a két közelítés sokban eltérő eredményeket hoz;
- a vizsgálatban használt mérték, mutatószám – az iskolázottság területi egyenlőtlenségei más-más képet adnak aszerint, hogy az analfabéták vagy a felsőfokú végzettségűek eloszlását vizsgáljuk, netán – valamifajta összevont, komplex mutatóként – az átlagosan elvégzett osztályszám alapján mondunk ítéletet;
- a vizsgálat térségi szintje, aggregáltsága – ugyanazon jelzőszám települési, járási vagy megyei szinten nagyon eltérő egyenlőtlenségi mértéket, tendenciát jelezhet
- különböző egyenlőtlenségi mutatók eltérő eredményre vezethetnek – egy településen vagy térségen belül például a jövedelmi egyenlőtlenségek úgy is csökkenhetnek, hogy a szélső pólusokon lévő csoportok között polarizálódás van: az egyik tendencia a relatív szórás mutatójával, a másik polarizálódó tendencia a range-típusú mutatószámokkal ragadható meg
- dinamikus elemzésekben lényeges a vizsgálat időtávja – rövid illetve hosszabb távon eltérő lehet az egyenlőtlenségek változásának tendenciája, egy nagytávlatú nivellálódási szakaszban például szinte törvényszerűen van több kisebb-nagyobb differenciálódási időszak

## Fogalmi sajátosságok
A vizsgálati szempontok mindenoldalú pontosítása sem vezet azonban determinisztikus következtetésekre a területi társadalmi egyenlőtlenségek állapotai vagy alakulása kapcsán. A társadalom, mint összetett rendszer működésében ugyanis együtt, egyidejűleg van jelen a két alapvető tendencia, a kiegyenlítődés és a differenciálódás. Ugyanazon időszakon belül egyes szférákat polarizáció, másokat homogenizálódás jellemezhet, s a különböző térségi szinteken egy időben lehet jelen a kiegyenlítődés és a differenciálódás.
Mindezek alapján, az egyenlőtlenség-vizsgálatok összetett megközelítést igényelnek: többfajta mutató, többfajta egyenlőtlenségi index, többfajta térségi szint tesztelését, illetve ha erre nem kerül sor, akkor a választott közelítés kereteinek egyértelmű meghatározását. E feltételek azonban nem teszik eleve lehetetlenné az ítéletalkotást, hisz a különböző tendenciák együttlétezése nem jelenti egyben azt is, hogy azok súlya, fontossága is azonos lenne. Általában nagy biztonsággal meghatározható például, hogy valamely társadalmi jelenségben egy adott időszakban a területi differenciálódás vagy a közeledés irányzata dominál-e. Az egyenlőtlenségek, különbözőségek vizsgálata természetesen magában foglalja az azonosságok, hasonlóságok feltárását is, s az egyediség, a sajátos karakter is épp az összehasonlítások tükrében mutatkozik meg legélesebben.

## Az egyenlőtlenségek mérése
Az egyenlőtlenségek mérésére mutatószámok (területi egyenlőtlenségi mutatók) gazdag csokra ad lehetőséget, a jelenség különböző dimenzióit számszerűsítve.
Egy-egy számítás eredménye önmagában ritkán értelmezhető, a területi egyenlőtlenségek mértékét összehasonlításban érdemes vizsgálni, azonos térségi szintre vonatkozóan:
- Statikus vizsgálatok esetén ugyanarra az időpontra, ugyanarra a térségi szintre, de különböző jelenségekre vonatkozó összehasonlítást végzünk. Például: az egy főre jutó GDP, vagy az egy főre jutó lakossági jövedelem területi egyenlőtlenségei nagyobbak? (Az egy főre jutó GDP egyenlőtlenségei nagyobbak, hiszen a gazdasági értéktermelés térben sokkal koncentráltabb.)
- Dinamikus vizsgálatok esetén ugyanazt a jelenséget ugyanarra a térségi szintre vonatkozóan idősorban vizsgáljuk. Vajon növekednek, vagy csökkennek az egy főre jutó GDP régiók közötti egyenlőtlenségei az Európai Unióban? (Az utóbbi évtizedekben csökkentek a különbségek, köszönhetően az elmaradottabb, kelet-közép-európai országok gyorsabb növekedésének.)
- Ugyanazt a jelenséget vizsgálhatjuk különböző egyenlőtlenségi mutatóval is.